# Nacim Abdelali
Nacim Mustapha Abdelali (ur. 19 grudnia 1981 w Aix-en-Provence) – francuski piłkarz algierskiego pochodzenia. Obecnie jest zawodnikiem szwajcarskiego klubu Yverdon-Sport FC, gra najczęściej na pozycji lewego pomocnika.